# Renault Rafale
Der Renault Rafale ist ein Sport Utility Vehicle des französischen Herstellers Renault. Das Modell kam als Hybridelektrokraftfahrzeug im Frühjahr 2024 in den Handel. Im Herbst 2024 folgte zudem eine Plug-in-Hybrid-Allradvariante. Produziert wird es wie auch schon die Schwestermodelle Austral und Espace im spanischen Palencia.

## Design
Der Rafale ist Teil der Erweiterung der SUV-Produktlinie des Unternehmens. Das Fahrzeug hat eine Länge von 4,71 Meter, eine Breite von 1,87 Meter und eine Höhe von 1,61 Meter. Die Dachlinie fällt nach hinten ab. Helle LED-Leuchten vorne und ein Heckspoiler hinten sollen sportlich wirken.

## Innenraum
Das Armaturenbrett besteht aus einem großen Touchscreen, einem digitalen Kombiinstrument und einem Head-up Display. Es gibt ein Panoramadach, welches sich durch die Verwendung einer Flüssigkristallfolie selbst verdunkeln kann.

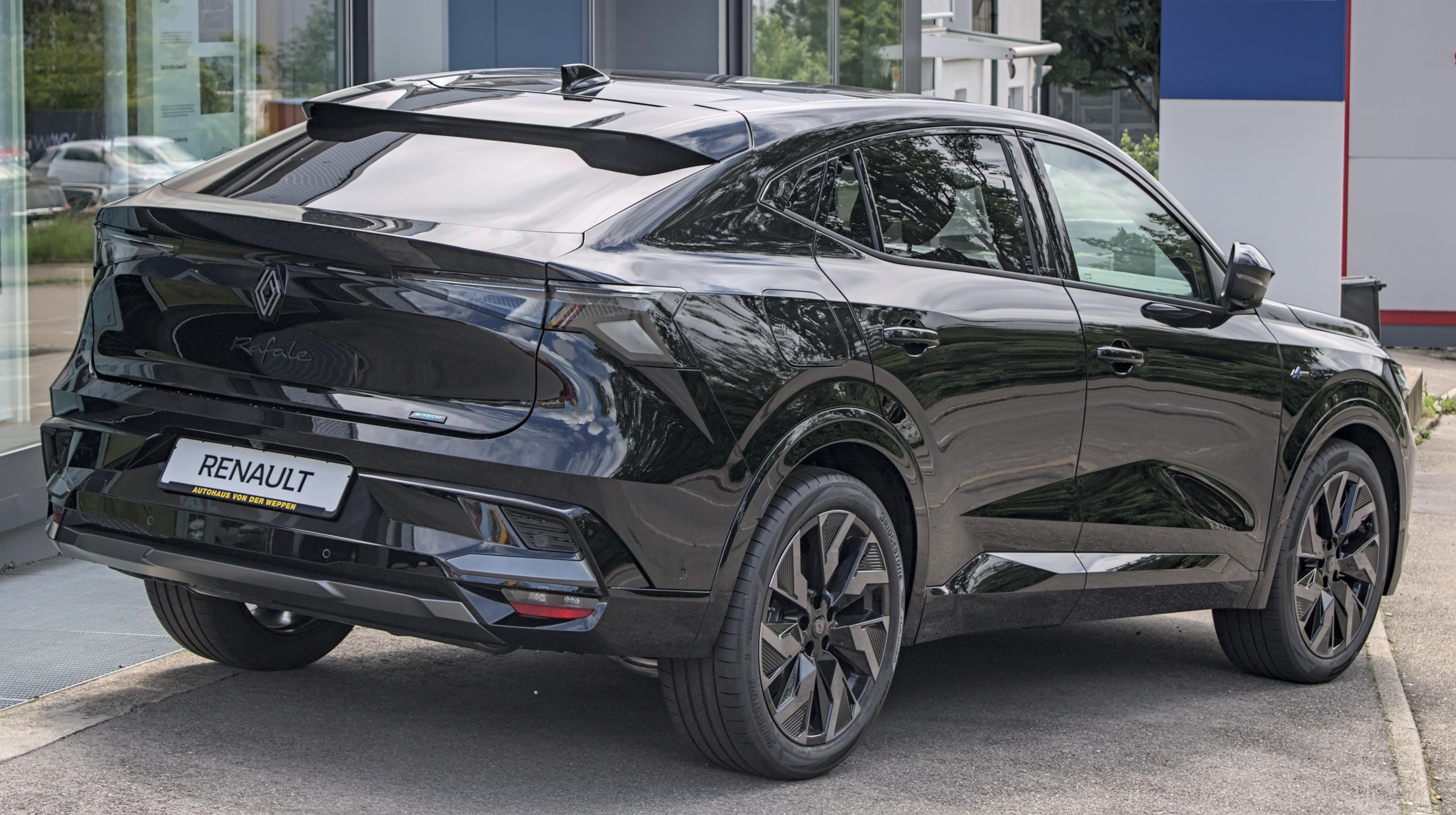
Heckansicht
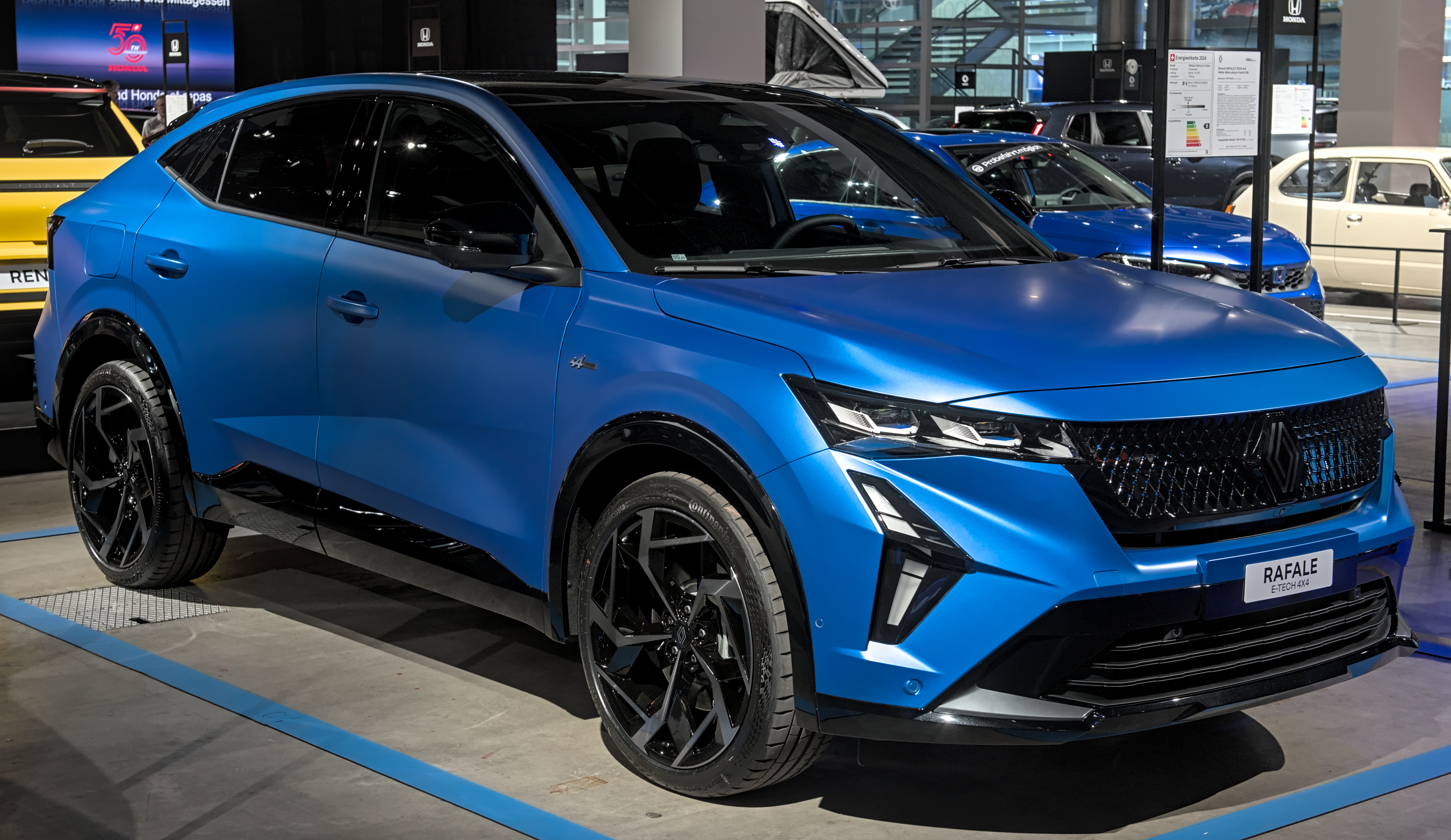
Renault Rafale Plug-in-Hybrid (seit 2024)
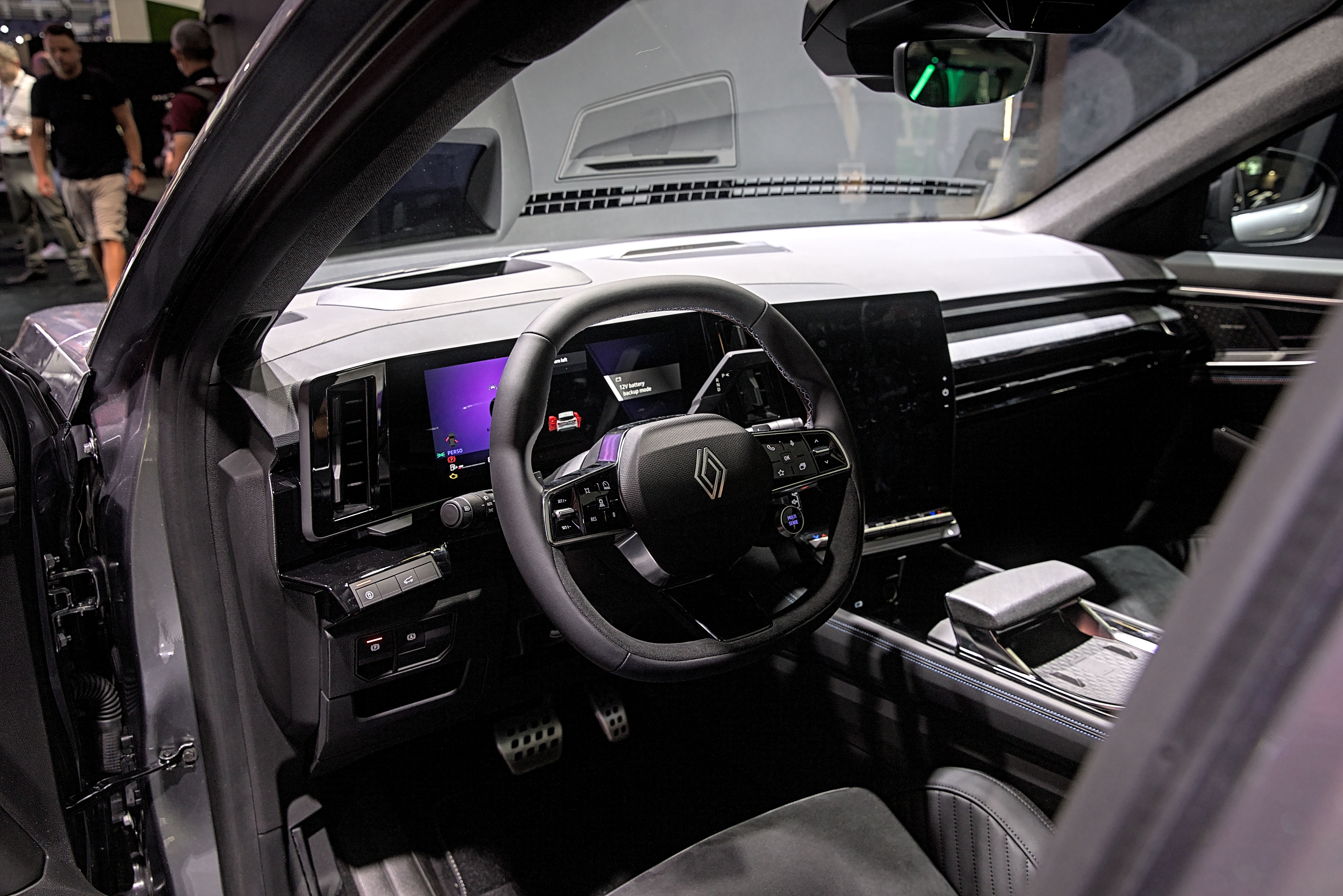
Innenansicht

## Nachhaltigkeit
Der Innenraum soll aus Materialien wie Kork und Schiefer bestehen und auch Recyclingkunststoffe sollen zum Einsatz kommen. Eine Armlehne im Fond verfügt über zwei USB-Anschlüsse, Stauraum für Tablets und Smartphones sowie ausklappbare Halterungen für mobile Geräte.

## Namensgebung
Der Name „Rafale“ wurde durch die Geschichte von Renault in der Luftfahrt inspiriert. Im Jahr 1933 übernahm Renault einen anderen Hersteller, Caudron, und gründete Caudron-Renault. Alle Flugzeuge wurden nach einem bemerkenswerten Wind benannt. Dementsprechend wurde die C460, ein einsitziges Rennflugzeug, das entwickelt wurde, um Rekorde zu brechen, 1934 in Rafale umbenannt.

## Technische Daten
Angetrieben wird der Rafale durch einen Vollhybrid-Antrieb mit 147 kW (200 PS) Systemleistung. Dieser kombiniert einen 96 kW (131 PS) starken 1,2-Liter-Ottomotor mit einem 51 kW (69 PS) leistenden Elektromotor. Ein weiterer E-Motor mit 18 kW (25 PS) dient als HSG (High-voltage Starter Generator) zum Anlassen des Motors und Wechseln der Übersetzungen und zur Rekuperation. Der Wagen soll nach Herstellerangaben 4,7 Liter Superbenzin pro 100 km verbrauchen.
Der Plug-in-Hybrid fügt eine elektrische Hinterachse (100 kW) hinzu und wird in der Systemleistung mit 221 kW (300 PS) angegeben. Er erreicht mit 22 kWh aus seiner extern aufladbaren Batterie (1p, 32A, 7,4 kW) eine elektrische Reichweite von knapp 100 km.
|                                                   | E-Tech Full Hybrid 200             | E-Tech 4x4 Plug-in-Hybrid 300                        |
| Bauzeitraum                                       | seit 03/2024                       | seit 10/2024                                         |
| Motorkenndaten                                    |                                    |                                                      |
| Motortyp                                          | R3-Ottomotor + Elektromotor        | R3-Ottomotor + 2 Elektromotoren                      |
| Hubraum                                           | 1199 cm³                           | 1199 cm³                                             |
| Motoraufladung                                    | Turbolader                         | Turbolader                                           |
| max. Leistung Verbrennungsmotor bei min−1         | 96 kW (131 PS) / 4500              | 110 kW (150 PS) / 5500                               |
| max. Leistung Elektromotoren                      | 51 kW (69 PS); 18 kW (25 PS) (HSG) | 51 kW (69 PS) + 100 kW (136 PS); 25 kW (34 PS) (HSG) |
| max. Systemleistung                               | 147 kW (200 PS)                    | 221 kW (300 PS)                                      |
| max. Drehmoment Verbrennungsmotor bei min−1       | 205 Nm / 1750                      | 230 Nm / 1750                                        |
| max. Drehmoment Elektromotoren                    | 205 Nm; 50 Nm (HSG)                | 205 Nm + 195 Nm; 50 Nm (HSG)                         |
| Kraftübertragung                                  |                                    |                                                      |
| Antrieb                                           | Vorderradantrieb                   | Allradantrieb                                        |
| Getriebe                                          | Multi-Mode-Automatikgetriebe       | Multi-Mode-Automatikgetriebe                         |
| Messwerte                                         |                                    |                                                      |
| Leergewicht                                       | 1728–1735 kg                       | 2009–2025 kg                                         |
| Höchstgeschwindigkeit                             | 180 km/h (abgeregelt)              | 180 km/h (abgeregelt)                                |
| Beschleunigung, 0–100 km/h                        | 8,9 s                              | 6,4 s                                                |
| Tankinhalt                                        | 55 l                               | 55 l                                                 |
| Kraftstoffverbrauch auf 100 km (WLTP, kombiniert) | 4,7 l Super                        | 0,6 l Super                                          |
| CO2-Emissionen (WLTP, kombiniert)                 | 106–107 g/km                       | 14 g/km                                              |
| Abgasnorm nach EU-Klassifikation                  | Euro 6e                            | Euro 6e                                              |

## Fahrassistenzsysteme
- Aktiver Notbremsassistent,
- Toter-Winkel-Warner,
- Spurhalteassistent,
- Spurhaltewarner,
- Notfall-Spurhaltewarner
- Müdigkeitswarner,
- Anhängerstabilitätskontrolle
- Adaptiver Tempopilot mit Stop-&-Go-Funktion, *Sicherheitsabstand-Warner,
- Berganfahrhilfe
- Einparkhilfe vorne, seitlich und hinten,
- Querverkehrswarner hinten,
- Ausstiegsassistent,
- Around View Monitor mit 360-Grad-Ansicht aus der Vogelperspektive

## Zulassungszahlen in Deutschland
Im ersten Verkaufsjahr 2024 sind in der Bundesrepublik Deutschland insgesamt 1.655 Renault Rafale neu zugelassen worden. Alle Benzin-Plug-In-Hybride haben bauartbedingt Allradantrieb.
| 1.373 \| \| |
|             |

|  |

| 282 \| \| |
|           |

|  |

| 1.373 \| \| |
|             |

|  |

| 282 \| \| |
|           |

|  |

| 1.373 \| \| |
|             |

|  |

| 282 \| \| |
|           |

|  |

| 1.373 \| \| |
|             |

|  |

| 282 \| \| |
|           |

|  |

| 1.373 \| \| |
|             |

|  |

| 282 \| \| |
|           |

|  |

| 1.373 \| \| |
|             |

|  |

| 282 \| \| |
|           |

|  |

| 1.373 \| \| |
|             |

|  |

| 282 \| \| |
|           |

|  |

| 1.373 \| \| |
|             |

|  |

| 282 \| \| |
|           |

|  |

|  | Benzin-Hybrid |

|  | Benzin-Hybrid |

|  | Benzin-PHEV |

|  | Benzin-PHEV |